# مرحلة المجموعات في كأس الاتحاد الآسيوي 2019
ستقام مرحلة المجموعات من كأس الاتحاد الآسيوي 2019 في الفترة من 25 فبراير إلى 26 يونيو 2019. ويتنافس ما مجموعه 36 فريقاً في مرحلة المجموعات للحصول على 11 بطاقة في مرحلة خروج المغلوب من كأس الاتحاد الآسيوي 2019.

## القرعة
تم إجراء القرعة لمرحلة المجموعات في 22 نوفمبر 2018، في الساعة 14:00 بتوقيت ماليزيا (UTC + 8)، في مقر الاتحاد الآسيوي في العاصمة الماليزية كوالالمبور. وتم إجراء القرعة لتوزيع الفرق الـ 36 إلى تسع مجموعات يضم كل منها أربعة فرق: ثلاث مجموعات لكل من منطقة غرب آسيا (المجموعات A إلى C) ومنطقة الآسيان (المجموعات F إلى H) ومجموعة واحدة في كل من منطقة آسيا الوسطى (المجموعة D) ومنطقة جنوب آسيا (المجموعة E)، ومنطقة شرق آسيا (المجموعة I). ولم يكن بالإمكان سحب فرق من نفس الاتحادات الإقليمية في منطقة غرب آسيا ومنطقة آسيان في نفس المجموعة.
وقد كانت آلية إجراء القرعة كما يلي:
- بالنسبة لمنطقة غرب آسيا، تم إجراء سحب للقرعة للاتحادات الإقليمية الخمس التي يشارك منها فريقين بشكل مباشر (سوريا والأردن والكويت والبحرين ولبنان) لتحديد ترتيب الفرق التي ستشغل المستوى 1 في المجموعات A و B و C والمستوى 3 من المجموعتين A و B، والتي تم تخصيصها للفرق ذات التصنيف الأعلى ضمن كل اتحاد إقليمي، ثم تم تخصيص الفريق ذو التصنيف الأدنى من كل اتحاد إقليمي في المستوى 2 أو 4 من المجموعة التالية. ثم تم توزيع الفرق المتبقية (الفرق من الاتحادات الإقليمية التي يشارك منها فريق واحد بشكل مباشر والفائزين في التصفيات) على المستويات المتبقية في المجموعات وفقًا لقواعد الاتحاد الآسيوي لكرة القدم.
- بالنسبة لمنطقة رابطة دول جنوب شرق آسيا (آسيان)، تم إجراء قرعة للاتحادات الإقليمية الخمس التي يشارك منها فريقين بشكل مباشر (فيتنام والفلبين وسنغافورة وإندونيسيا وميانمار) لتحديد ترتيب الاتحادات الإقليمية التي تشغل المستوى 1 من المجموعات F و G و H والمستوى 3 من المجموعتين F و G، والتي تم تخصيصها للفرق ذات التصنيف الأعلى في كل اتحاد إقليمي، ثم تم تخصيص الفريق ذو التصنيف الأدنى من كل اتحاد إقليمي في المستوى 2 أو 4 من المجموعة التالية. ثم تم توزيع الفرق المتبقية (الفرق من الاتحادات الإقليمية التي يشارك منها فريق واحد بشكل مباشر) على المستويات المتبقية في المجموعات وفقاً لقواعد الاتحاد الآسيوي لكرة القدم.
- بالنسبة لمنطقة آسيا الوسطى ومنطقة جنوب آسيا ومنطقة شرق آسيا لم يتم إجراء أي قرعة، وتم توزيع الفرق على مستويات المجموعات وفقاً لتصنيف اتحاداتهم الذي تم نشره في 15 ديسمبر 2017.

دخلت الفرق الـ 36 التالية في قرعة مرحلة المجموعات، والتي ضمت 32 فريق مدخل مباشرةً وأربعة من الفائزين في جولة التصفيات التأهيلية، والتي لم تكن هويتها معروفة في وقت القرعة.
| المنطقة           | المجموعات | الفرق        | الفرق            | الفرق                  | الفرق                                  |
| ----------------- | --------- | ------------ | ---------------- | ---------------------- | -------------------------------------- |
| منطقة غرب آسيا    | A–C       | الجيش        | الاتحاد          | النجمة                 | المالكية                               |
| منطقة غرب آسيا    | A–C       | الوحدات      | الجزيرة          | العهد                  | النجمة                                 |
| منطقة غرب آسيا    | A–C       | الكويت       | القادسية         | السويق                 | هلال القدس (الفائز في تصفيات غرب آسيا) |
| منطقة آسيا الوسطى | D         | استقلال      | ألتين أسير       | دوردوي                 | خجند (الفائز في تصفيات آسيا الوسطى)    |
| منطقة جنوب آسيا   | E         | مينرفا بنجاب | دكا أباهاني      | نادي مانانغ مارشيانغدي | تشينايين (الفائز في تصفيات جنوب آسيا)  |
| منطقة آسيان       | F–H       | ها نوي       | بيكامكس بين دونغ | برسيجا جاكارتا         | بي إس إم ماكاسار                       |
| منطقة آسيان       | F–H       | سيريس–نيغروس | كايا–إيلويلو     | يانغون يونايتد         | شان يونايتد                            |
| منطقة آسيان       | F–H       | هوم يونايتد  | تامبينس روفرز    | لاو تويوتا             | ناغاوورلد                              |
| منطقة شرق آسيا    | I         | نادي كيتشي   | نادي أبريل 25    | هانغ يوين              | تاي بو (الفائز في تصفيات شرق آسيا)     |

الفرق الاحتياطية
- الفيصلي (لفريق الوحدات)
- كاظمة (لفريق الكويت)
- ريغار-تاداز (لفريق استقلال دوشنبه)
- دافاو أغيلاس (لفريق سيريس–نيغروس)[note 3]
- بهايانغكارا (لفريق برسيجا جاكارتا)[note 1]
- زويكابين يونايتد (لفريق يانغون يونايتد)
- بيغاسوس (لفريق كيتشي)

## شكل المنافسات
في مرحلة المجموعات يتم لعب كل مجموعة على أساس جولة ذهاب وجولة إياب يلعب في كل منهما كل فريق مع باقي فرق المجموعة. وتتأهل الفرق التالية إلى مرحلة خروج المغلوب:
- الفائز من كل مجموعة وأفضل وصيف في كل من منطقة غرب آسيا ومنطقة آسيان يتأهلون إلى الدور نصف النهائي للمنطقة.
- الفائز من كل مجموعة في منطقة آسيا الوسطى ومنطقة جنوب آسيا ومنطقة شرق آسيا يتأهل إلى نصف النهائي الخاص بين هذه المناطق.

في حال احتواء المجموعة على ثلاثة فرق فقط، يمكن لعب مبارياتها على أساس لعب كل فريق مع باقي فرق المجموعة مرتين، وبحيث يستضيفها فريقان إذا وافق فريقان على الأقل من الفرق الثلاثة على ذلك (المادة 10.1.7 من اللوائح).

### حسم التعادل
يتم ترتيب الفرق وفقاً للنقاط (3 نقاط للفوز، نقطة واحدة للتعادل، 0 نقطة للخسارة). في حالة تعادل النقاط، يتم تطبيق حسم التعادل حسب الترتيب التالي (المادة 10.5 من اللائحة):
1. النقاط في المباريات التي جرت وجهاً لوجه بين الفرق المتعادلة؛
2. فارق الأهداف في المباريات التي جرت وجهاً لوجه بين الفرق المتعادلة؛
3. الأهداف المسجلة في المباريات التي جرت وجهاً لوجه بين الفرق المتعادلة؛
4. الأهداف المسجلة على أرض الفريق الآخر في المباريات التي جرت بين الفرق المتعادلة؛
5. في حال تعادل أكثر من فريقين، وبعد تطبيق جميع معايير المباريات التي جرت وجهاً لوجه المذكورة أعلاه لا تزال مجموعة فرعية من الفرق متعادلة، يتم تطبيق جميع هذه المعايير المذكورة أعلاه على هذه المجموعة الفرعية من الفرق حصرياً؛
6. فارق الأهداف في جميع مباريات المجموعة؛
7. الأهداف المسجلة في جميع مباريات المجموعة؛
8. ضربات ترجيحية في حال تعادل فريقين فقط مع كون المباراة بينهما في الجولة الأخيرة من المجموعة؛
9. نقاط الانضباط (البطاقة الصفراء = 1 نقطة، البطاقة الحمراء نتيجةً لبطاقتين صفراوين = 3 نقاط، البطاقة الحمراء المباشرة = 3 نقاط، البطاقة الصفراء متبوعةً بالبطاقة الحمراء مباشرةً = 4 نقاط)؛
10. الفريق الذي يملك اتحاده تصنيفاً أعلى.

## الجدول الزمني
الجدول الزمني لكل يوم مباريات يجري على النحو التالي (W: منطقة غرب آسيا؛ C: منطقة آسيا الوسطى؛ S: منطقة جنوب آسيا؛ A: منطقة الآسيان؛ E: منطقة شرق آسيا).
- يتم لعب المباريات في منطقة غرب آسيا يومي الاثنين والثلاثاء (أيام المباريات 1–3: مجموعتان يوم الإثنين، ومجموعة واحدة يوم الثلاثاء؛ أيام المباريات 4–6: مجموعة يوم الاثنين، ومجموعتين يوم الثلاثاء).
- يتم لعب المباريات في منطقة الآسيان يومي الثلاثاء والأربعاء (أيام المباريات 1–3: مجموعتان يوم الثلاثاء، ومجموعة واحدة يوم الأربعاء؛ أيام المباريات 4–6: مجموعة يوم الثلاثاء، ومجموعتين يوم الأربعاء).
- المباريات في منطقة آسيا الوسطى ومنطقة جنوب آسيا ومنطقة شرق آسيا يتم لعبها في أيام الأربعاء؛ وإذا لعب فريقان من نفس الاتحاد في بلدهما في نفس اليوم، يتم نقل مباراة الفريق ذو المركز الأدنى في الدوري إلى أيام الثلاثاء.

| يوم المباراة   | التواريخ               | التواريخ               | المباريات                          |
| يوم المباراة   | W, A                   | C, S, E                | المباريات                          |
| -------------- | ---------------------- | ---------------------- | ---------------------------------- |
| يوم المباراة 1 | 25–27 فبراير 2019      | 3 أبريل 2019           | فريق 1 ضد فريق 4, فريق 3 ضد فريق 2 |
| يوم المباراة 2 | 11–13 مارس 2019        | 16–17 أبريل 2019       | فريق 4 ضد فريق 3, فريق 2 ضد فريق 1 |
| يوم المباراة 3 | 1–3 أبريل 2019         | 30 أبريل – 1 مايو 2019 | فريق 4 ضد فريق 2, فريق 1 ضد فريق 3 |
| يوم المباراة 4 | 15–17 و 23 أبريل 2019  | 15 مايو 2019           | فريق 2 ضد فريق 4, فريق 3 ضد فريق 1 |
| يوم المباراة 5 | 29 أبريل – 1 مايو 2019 | 18–19 يونيو 2019       | فريق 4 ضد فريق 1, فريق 2 ضد فريق 3 |
| يوم المباراة 6 | 13–15 مايو 2019        | 26 يونيو 2019          | فريق 1 ضد فريق 2, فريق 3 ضد فريق 4 |

## المجموعات

### المجموعة A
| م | الفريق     | لعب | ف | ت | خ | أ.له | أ.ع | أ.ف | نقاط | التأهل              |     | الوحدات | الجيش | هلال | النجمة |
| - | ---------- | --- | - | - | - | ---- | --- | --- | ---- | ------------------- | --- | ------- | ----- | ---- | ------ |
| 1 | الوحدات    | 6   | 4 | 1 | 1 | 12   | 4   | +8  | 13   | نصف النهائي للمنطقة |     | —       | 1–1   | 2–0  | 1–0    |
| 2 | الجيش      | 6   | 2 | 4 | 0 | 6    | 4   | +2  | 10   | نصف النهائي للمنطقة |     | 1–0     | —     | 1–1  | 2–2    |
| 3 | هلال القدس | 6   | 2 | 2 | 2 | 7    | 11  | −4  | 8    |                     |     | 2–6     | 0–0   | —    | 2–1    |
| 4 | النجمة     | 6   | 0 | 1 | 5 | 4    | 10  | −6  | 1    |                     | 0–2 | 0–1     | 1–2   | —    |        |

| الجيش        | 1–1   | هلال القدس |
| ------------ | ----- | ---------- |
| - الأشقر 49' | تقرير | - عبيد 18' |

| الوحدات     | 1–0   | النجمة |
| ----------- | ----- | ------ |
| - مرجان 11' | تقرير |        |

| هلال القدس                         | 2–6   | الوحدات                                           |
| ---------------------------------- | ----- | ------------------------------------------------- |
| - عبد الله 26' - الدباغ 89' (ركل.) | تقرير | - الباشا 16' - فيصل 35'، 38'، 41'، 86' - راتب 78' |

| النجمة | 0–1   | الجيش       |
| ------ | ----- | ----------- |
|        | تقرير | - مصطفى 39' |

| الجيش        | 1–0   | الوحدات |
| ------------ | ----- | ------- |
| - الأشقر 72' | تقرير |         |

| الوحدات          | 1–1   | الجيش       |
| ---------------- | ----- | ----------- |
| - عبد الفتاح 86' | تقرير | - مصطفى 53' |

| النجمة | 0–2   | الوحدات              |
| ------ | ----- | -------------------- |
|        | تقرير | - فيصل 5' - راتب 66' |

| هلال القدس | 0–0   | الجيش |
| ---------- | ----- | ----- |
|            | تقرير |       |

| هلال القدس               | 2–1   | النجمة      |
| ------------------------ | ----- | ----------- |
| - الدباغ 39' - يامين 69' | تقرير | - معتوق 80' |

| النجمة     | 1–2   | هلال القدس        |
| ---------- | ----- | ----------------- |
| - حمام 55' | تقرير | - الدباغ 77'، 90' |

| الجيش | ضد    | النجمة |
| ----- | ----- | ------ |
|       | تقرير |        |

| الوحدات | ضد    | هلال القدس |
| ------- | ----- | ---------- |
|         | تقرير |            |

### المجموعة B
| م | الفريق  | لعب | ف | ت | خ | أ.له | أ.ع | أ.ف | نقاط | التأهل              |     | الجزيرة | الكويت | النجمة | الاتحاد |
| - | ------- | --- | - | - | - | ---- | --- | --- | ---- | ------------------- | --- | ------- | ------ | ------ | ------- |
| 1 | الجزيرة | 6   | 5 | 1 | 0 | 13   | 2   | +11 | 16   | نصف النهائي للمنطقة |     | —       | 1–0    | 3–0    | 4–0     |
| 2 | الكويت  | 6   | 3 | 1 | 2 | 6    | 4   | +2  | 10   |                     |     | 1–2     | —      | 2–1    | 0–0     |
| 3 | النجمة  | 6   | 2 | 1 | 3 | 6    | 9   | −3  | 7    |                     | 1–1 | 0–1     | —      | 2–1    |         |
| 4 | الاتحاد | 6   | 0 | 1 | 5 | 2    | 12  | −10 | 1    |                     | 0–2 | 0–2     | 1–2    | —      |         |

| الكويت | 0–0   | الاتحاد |
| ------ | ----- | ------- |
|        | تقرير |         |

| النجمة     | 1–1   | الجزيرة      |
| ---------- | ----- | ------------ |
| - حبيب 31' | تقرير | - المرضي 18' |

| الاتحاد     | 1–2   | النجمة                 |
| ----------- | ----- | ---------------------- |
| - مهتدي 38' | تقرير | - مدن 32' - دراميه 60' |

| الجزيرة     | 1–0   | الكويت |
| ----------- | ----- | ------ |
| - زعترة 59' | تقرير |        |

| الجزيرة                                             | 4–0   | الاتحاد |
| --------------------------------------------------- | ----- | ------- |
| - طنوس 50' - المرضي 53' - الروابدة 82' - سمير 90+3' | تقرير |         |

| النجمة | 0–1   | الكويت         |
| ------ | ----- | -------------- |
|        | تقرير | - الخميس 90+5' |

| الاتحاد | 0–2   | الجزيرة                            |
| ------- | ----- | ---------------------------------- |
|         | تقرير | - شلباية 13' (ركل.) - الروابدة 43' |

| الكويت                           | 2–1   | النجمة       |
| -------------------------------- | ----- | ------------ |
| - الطراروة 45+6' - جمعة سعيد 61' | تقرير | - دراميه 66' |

| الاتحاد | 0–2   | الكويت          |
| ------- | ----- | --------------- |
|         | تقرير | - سعيد 41'، 79' |

| الجزيرة                                   | 3–0   | النجمة |
| ----------------------------------------- | ----- | ------ |
| - طنوس 62' - خير الله 70' - أحمد سمير 89' | تقرير |        |

| النجمة | ضد    | الاتحاد |
| ------ | ----- | ------- |
|        | تقرير |         |

| الكويت | ضد    | الجزيرة |
| ------ | ----- | ------- |
|        | تقرير |         |

### المجموعة C
| م | الفريق   | لعب | ف | ت | خ | أ.له | أ.ع | أ.ف | نقاط | التأهل              |     | العهد | المالكية | القادسية | السويق |
| - | -------- | --- | - | - | - | ---- | --- | --- | ---- | ------------------- | --- | ----- | -------- | -------- | ------ |
| 1 | العهد    | 6   | 4 | 2 | 0 | 8    | 3   | +5  | 14   | نصف النهائي للمنطقة |     | —     | 2–1      | 0–0      | 4–2    |
| 2 | المالكية | 6   | 2 | 2 | 2 | 8    | 8   | 0   | 8    |                     |     | 0–0   | —        | 1–2      | 2–2    |
| 3 | القادسية | 6   | 2 | 1 | 3 | 6    | 6   | 0   | 7    |                     | 0–1 | 1–2   | —        | 2–0      |        |
| 4 | السويق   | 6   | 1 | 1 | 4 | 7    | 12  | −5  | 4    |                     | 0–1 | 1–2   | 2–1      | —        |        |

| العهد | 0–0   | القادسية |
| ----- | ----- | -------- |
|       | تقرير |          |

| السويق        | 1–2   | المالكية                    |
| ------------- | ----- | --------------------------- |
| - الغساني 23' | تقرير | - عيسى 31' - عبد الباري 59' |

| المالكية | 0–0   | العهد |
| -------- | ----- | ----- |
|          | تقرير |       |

| القادسية                 | 2–0   | السويق |
| ------------------------ | ----- | ------ |
| - ناصر 30' - الظفيري 89' | تقرير |        |

| العهد                           | 4–2   | السويق                          |
| ------------------------------- | ----- | ------------------------------- |
| - منصور 1' - قدوح 16'، 60'، 69' | تقرير | - الزعابي 37' - خليل العلوي 85' |

| القادسية        | 2–1   | المالكية        |
| --------------- | ----- | --------------- |
| - ناصر 70' (ج.) | تقرير | - عيسى 42'، 72' |

| السويق | 0–1   | العهد      |
| ------ | ----- | ---------- |
|        | تقرير | - قدوح 62' |

| المالكية         | 1–2   | القادسية         |
| ---------------- | ----- | ---------------- |
| - عبد الباري 43' | تقرير | - المطوع 7'، 36' |

| المالكية                    | 2–2   | السويق                        |
| --------------------------- | ----- | ----------------------------- |
| - حسن 41' - عيسى 66' (ركل.) | تقرير | - الغساني 71' - خ. العلوي 87' |

| القادسية | 0–1   | العهد        |
| -------- | ----- | ------------ |
|          | تقرير | - الصالح 42' |

| العهد | ضد    | المالكية |
| ----- | ----- | -------- |
|       | تقرير |          |

| السويق | ضد    | القادسية |
| ------ | ----- | -------- |
|        | تقرير |          |

### المجموعة D
| م | الفريق     | لعب | ف | ت | خ | أ.له | أ.ع | أ.ف | نقاط | التأهل                                    |          | استقلال | ألتين    | خجند | دوردوي   |
| - | ---------- | --- | - | - | - | ---- | --- | --- | ---- | ----------------------------------------- | -------- | ------- | -------- | ---- | -------- |
| 1 | استقلال    | 4   | 2 | 1 | 1 | 9    | 4   | +5  | 7    | نصف نهائي التصفيات الخاصة بين هذه المناطق |          | —       | 26 يونيو | 3–0  | 4–1      |
| 2 | ألتين أسير | 4   | 1 | 3 | 0 | 3    | 2   | +1  | 6    |                                           |          | 1–1     | —        | 1–0  | 19 يونيو |
| 3 | خجند       | 4   | 1 | 1 | 2 | 3    | 5   | −2  | 4    |                                           | 19 يونيو | 0–0     | —        | 3–1  |          |
| 4 | دوردوي     | 4   | 1 | 1 | 2 | 5    | 9   | −4  | 4    |                                           | 2–1      | 1–1     | 26 يونيو | —    |          |

| استقلال | ضد                           | خجند |
| ------- | ---------------------------- | ---- |
|         | تقرير مباشر تقرير الإحصائيات |      |

| دوردوي | ضد                           | ألتين أسير |
| ------ | ---------------------------- | ---------- |
|        | تقرير مباشر تقرير الإحصائيات |            |

| خجند | ضد                           | دوردوي |
| ---- | ---------------------------- | ------ |
|      | تقرير مباشر تقرير الإحصائيات |        |

| ألتين أسير | ضد                           | استقلال |
| ---------- | ---------------------------- | ------- |
|            | تقرير مباشر تقرير الإحصائيات |         |

| خجند | ضد                           | ألتين أسير |
| ---- | ---------------------------- | ---------- |
|      | تقرير مباشر تقرير الإحصائيات |            |

| استقلال | ضد                           | دوردوي |
| ------- | ---------------------------- | ------ |
|         | تقرير مباشر تقرير الإحصائيات |        |

| ألتين أسير | ضد                           | خجند |
| ---------- | ---------------------------- | ---- |
|            | تقرير مباشر تقرير الإحصائيات |      |

| دوردوي | ضد                           | استقلال |
| ------ | ---------------------------- | ------- |
|        | تقرير مباشر تقرير الإحصائيات |         |

| خجند | ضد                           | استقلال |
| ---- | ---------------------------- | ------- |
|      | تقرير مباشر تقرير الإحصائيات |         |

| ألتين أسير | ضد                           | دوردوي |
| ---------- | ---------------------------- | ------ |
|            | تقرير مباشر تقرير الإحصائيات |        |

| استقلال | ضد                           | ألتين أسير |
| ------- | ---------------------------- | ---------- |
|         | تقرير مباشر تقرير الإحصائيات |            |

| دوردوي | ضد                           | خجند |
| ------ | ---------------------------- | ---- |
|        | تقرير مباشر تقرير الإحصائيات |      |

### المجموعة E
| م | الفريق                 | لعب | ف | ت | خ | أ.له | أ.ع | أ.ف | نقاط | التأهل                                    |          | تشينايين | دكا             | مينرفا   | مانانغ   |
| - | ---------------------- | --- | - | - | - | ---- | --- | --- | ---- | ----------------------------------------- | -------- | -------- | --------------- | -------- | -------- |
| 1 | تشينايين               | 4   | 2 | 1 | 1 | 5    | 3   | +2  | 7    | نصف نهائي التصفيات الخاصة بين هذه المناطق |          | —        | 30 أبريل–1 مايو | 19 يونيو | 17 أبريل |
| 2 | دكا أباهاني            | 4   | 2 | 1 | 1 | 6    | 5   | +1  | 7    |                                           |          | 15 مايو  | —               | 17 أبريل | 19 يونيو |
| 3 | مينرفا بنجاب           | 4   | 0 | 4 | 0 | 5    | 5   | 0   | 4    |                                           | 3 أبريل  | 26 يونيو | —               | 1 مايو   |          |
| 4 | نادي مانانغ مارشيانغدي | 4   | 0 | 2 | 2 | 3    | 6   | −3  | 2    |                                           | 26 يونيو | 3 أبريل  | 15 مايو         | —        |          |

| نادي مانانغ مارشيانغدي | ضد                           | دكا أباهاني |
| ---------------------- | ---------------------------- | ----------- |
|                        | تقرير مباشر تقرير الإحصائيات |             |

| مينرفا بنجاب | ضد                           | الفائز في تصفيات جنوب آسيا |
| ------------ | ---------------------------- | -------------------------- |
|              | تقرير مباشر تقرير الإحصائيات |                            |

| الفائز في تصفيات جنوب آسيا | ضد                           | نادي مانانغ مارشيانغدي |
| -------------------------- | ---------------------------- | ---------------------- |
|                            | تقرير مباشر تقرير الإحصائيات |                        |

| دكا أباهاني | ضد                           | مينرفا بنجاب |
| ----------- | ---------------------------- | ------------ |
|             | تقرير مباشر تقرير الإحصائيات |              |

| الفائز في تصفيات جنوب آسيا | ضد                           | دكا أباهاني |
| -------------------------- | ---------------------------- | ----------- |
|                            | تقرير مباشر تقرير الإحصائيات |             |

| مينرفا بنجاب | ضد                           | نادي مانانغ مارشيانغدي |
| ------------ | ---------------------------- | ---------------------- |
|              | تقرير مباشر تقرير الإحصائيات |                        |

| نادي مانانغ مارشيانغدي | ضد                           | مينرفا بنجاب |
| ---------------------- | ---------------------------- | ------------ |
|                        | تقرير مباشر تقرير الإحصائيات |              |

| دكا أباهاني | ضد                           | الفائز في تصفيات جنوب آسيا |
| ----------- | ---------------------------- | -------------------------- |
|             | تقرير مباشر تقرير الإحصائيات |                            |

| الفائز في تصفيات جنوب آسيا | ضد                           | مينرفا بنجاب |
| -------------------------- | ---------------------------- | ------------ |
|                            | تقرير مباشر تقرير الإحصائيات |              |

| دكا أباهاني | ضد                           | نادي مانانغ مارشيانغدي |
| ----------- | ---------------------------- | ---------------------- |
|             | تقرير مباشر تقرير الإحصائيات |                        |

| مينرفا بنجاب | ضد                           | دكا أباهاني |
| ------------ | ---------------------------- | ----------- |
|              | تقرير مباشر تقرير الإحصائيات |             |

| نادي مانانغ مارشيانغدي | ضد                           | الفائز في تصفيات جنوب آسيا |
| ---------------------- | ---------------------------- | -------------------------- |
|                        | تقرير مباشر تقرير الإحصائيات |                            |

### المجموعة F
| م | الفريق         | لعب | ف | ت | خ | أ.له | أ.ع | أ.ف | نقاط | التأهل              |     | ها نوي | تامبينس | يانغون | ناغاوورلد |
| - | -------------- | --- | - | - | - | ---- | --- | --- | ---- | ------------------- | --- | ------ | ------- | ------ | --------- |
| 1 | ها نوي         | 6   | 4 | 1 | 1 | 23   | 5   | +18 | 13   | نصف النهائي للمنطقة |     | —      | 2–0     | 0–1    | 10–0      |
| 2 | تامبينس روفرز  | 6   | 4 | 1 | 1 | 17   | 10  | +7  | 13   |                     |     | 1–1    | —       | 4–3    | 4–2       |
| 3 | يانغون يونايتد | 6   | 2 | 0 | 4 | 10   | 14  | −4  | 6    |                     | 2–5 | 1–3    | —       | 2–0    |           |
| 4 | ناغاوورلد      | 6   | 1 | 0 | 5 | 6    | 27  | −21 | 3    |                     | 1–5 | 1–5    | 2–1     | —      |           |

| يانغون يونايتد | 1–3                          | تامبينس روفرز                           |
| -------------- | ---------------------------- | --------------------------------------- |
| - سيلا 13'     | تقرير مباشر تقرير الإحصائيات | - عمري 55' - محمدوفيتش 61' - ميغومي 68' |

| ها نوي | 10–0                         | ناغاوورلد |
| --- | ---------------------------- | --------- |
| - دو دوي مان 6' - أوسيني 13'، 68'، 75'، 81' - ماكارا 18' (ه.ذ.) - نغوين فان كويت 44' (ركل.) - دو هونغ دونغ 48' - نغوين فان دونغ 72' - نغان فان داي 88' | تقرير مباشر تقرير الإحصائيات |           |

| ناغاوورلد                      | 2–1                          | يانغون يونايتد |
| ------------------------------ | ---------------------------- | -------------- |
| - كيبسون 6' (ركل.)، 26' (ركل.) | تقرير مباشر تقرير الإحصائيات | - ميلر 9'      |

| تامبينس روفرز | 1–1                          | ها نوي    |
| ------------- | ---------------------------- | --------- |
| - ويب 77'     | تقرير مباشر تقرير الإحصائيات | - فاي 62' |

| ناغاوورلد | ضد                           | تامبينس روفرز |
| --------- | ---------------------------- | ------------- |
|           | تقرير مباشر تقرير الإحصائيات |               |

| ها نوي | ضد                           | يانغون يونايتد |
| ------ | ---------------------------- | -------------- |
|        | تقرير مباشر تقرير الإحصائيات |                |

| يانغون يونايتد | ضد                           | ها نوي |
| -------------- | ---------------------------- | ------ |
|                | تقرير مباشر تقرير الإحصائيات |        |

| تامبينس روفرز | ضد                           | ناغاوورلد |
| ------------- | ---------------------------- | --------- |
|               | تقرير مباشر تقرير الإحصائيات |           |

| ناغاوورلد | ضد                           | ها نوي |
| --------- | ---------------------------- | ------ |
|           | تقرير مباشر تقرير الإحصائيات |        |

| تامبينس روفرز | ضد                           | يانغون يونايتد |
| ------------- | ---------------------------- | -------------- |
|               | تقرير مباشر تقرير الإحصائيات |                |

| ها نوي | ضد                           | تامبينس روفرز |
| ------ | ---------------------------- | ------------- |
|        | تقرير مباشر تقرير الإحصائيات |               |

| يانغون يونايتد | ضد                           | ناغاوورلد |
| -------------- | ---------------------------- | --------- |
|                | تقرير مباشر تقرير الإحصائيات |           |

### المجموعة G
| م | الفريق           | لعب | ف | ت | خ | أ.له | أ.ع | أ.ف | نقاط | التأهل              |     | سيريس | بيكامكس | برسيبا | شان |
| - | ---------------- | --- | - | - | - | ---- | --- | --- | ---- | ------------------- | --- | ----- | ------- | ------ | --- |
| 1 | سيريس–نيغروس     | 6   | 5 | 0 | 1 | 15   | 6   | +9  | 15   | نصف النهائي للمنطقة |     | —     | 0–1     | 1–0    | 3–2 |
| 2 | بيكامكس بين دونغ | 6   | 4 | 1 | 1 | 13   | 5   | +8  | 13   | نصف النهائي للمنطقة |     | 1–3   | —       | 3–1    | 6–0 |
| 3 | برسيجا جاكارتا   | 6   | 2 | 1 | 3 | 12   | 9   | +3  | 7    |                     |     | 2–3   | 0–0     | —      | 6–1 |
| 4 | شان يونايتد      | 6   | 0 | 0 | 6 | 5    | 25  | −20 | 0    |                     | 0–5 | 1–2   | 1–3     | —      |     |

| برسيجا جاكارتا | 0–0                          | بيكامكس بين دونغ |
| -------------- | ---------------------------- | ---------------- |
|                | تقرير مباشر تقرير الإحصائيات |                  |

| سيريس–نيغروس                              | 3–2                          | شان يونايتد                             |
| ----------------------------------------- | ---------------------------- | --------------------------------------- |
| - بورتيريا 19'، 87' - مارانيون 37' (ركل.) | تقرير مباشر تقرير الإحصائيات | - زين مين تون 50' - دواي كو كو تشيت 88' |

| شان يونايتد    | 1–3                          | برسيجا جاكارتا                         |
| -------------- | ---------------------------- | -------------------------------------- |
| - ناكامورا 14' | تقرير مباشر تقرير الإحصائيات | - برونو ماتوس 66'، 83' - ستيفن بول 77' |

| بيكامكس بين دونغ | 1–3                          | سيريس–نيغروس             |
| ---------------- | ---------------------------- | ------------------------ |
| - واندر لويز 72' | تقرير مباشر تقرير الإحصائيات | - مارانيون 26'، 74'، 78' |

| شان يونايتد | ضد                           | بيكامكس بين دونغ |
| ----------- | ---------------------------- | ---------------- |
|             | تقرير مباشر تقرير الإحصائيات |                  |

| سيريس–نيغروس | ضد                           | برسيجا جاكارتا |
| ------------ | ---------------------------- | -------------- |
|              | تقرير مباشر تقرير الإحصائيات |                |

| بيكامكس بين دونغ | ضد                           | شان يونايتد |
| ---------------- | ---------------------------- | ----------- |
|                  | تقرير مباشر تقرير الإحصائيات |             |

| برسيجا جاكارتا | ضد                           | سيريس–نيغروس |
| -------------- | ---------------------------- | ------------ |
|                | تقرير مباشر تقرير الإحصائيات |              |

| شان يونايتد | ضد                           | سيريس–نيغروس |
| ----------- | ---------------------------- | ------------ |
|             | تقرير مباشر تقرير الإحصائيات |              |

| بيكامكس بين دونغ | ضد                           | برسيجا جاكارتا |
| ---------------- | ---------------------------- | -------------- |
|                  | تقرير مباشر تقرير الإحصائيات |                |

| سيريس–نيغروس | ضد                           | بيكامكس بين دونغ |
| ------------ | ---------------------------- | ---------------- |
|              | تقرير مباشر تقرير الإحصائيات |                  |

| برسيجا جاكارتا | ضد                           | شان يونايتد |
| -------------- | ---------------------------- | ----------- |
|                | تقرير مباشر تقرير الإحصائيات |             |

### المجموعة H
| م | الفريق           | لعب | ف | ت | خ | أ.له | أ.ع | أ.ف | نقاط | التأهل              |     | ماكاسار | هوم | كايا | لاو |
| - | ---------------- | --- | - | - | - | ---- | --- | --- | ---- | ------------------- | --- | ------- | --- | ---- | --- |
| 1 | بي إس إم ماكاسار | 6   | 4 | 2 | 0 | 17   | 8   | +9  | 14   | نصف النهائي للمنطقة |     | —       | 3–2 | 1–1  | 7–3 |
| 2 | هوم يونايتد      | 6   | 3 | 1 | 2 | 9    | 11  | −2  | 10   |                     |     | 1–1     | —   | 2–0  | 1–0 |
| 3 | كايا–إيلويلو     | 6   | 2 | 2 | 2 | 13   | 7   | +6  | 8    |                     | 1–2 | 5–0     | —   | 5–1  |     |
| 4 | لاو تويوتا       | 6   | 0 | 1 | 5 | 7    | 20  | −13 | 1    |                     | 0–3 | 2–3     | 1–1 | —    |     |

| هوم يونايتد  | 1–1                          | بي إس إم ماكاسار |
| ------------ | ---------------------------- | ---------------- |
| - سياهين 63' | تقرير مباشر تقرير الإحصائيات | - ماركانين 26'   |

| لاو تويوتا   | 1–1                          | كايا–إيلويلو |
| ------------ | ---------------------------- | ------------ |
| - أفيديت 87' | تقرير مباشر تقرير الإحصائيات | - بيديك 18'  |

| كايا–إيلويلو                                       | 5–0                          | هوم يونايتد |
| -------------------------------------------------- | ---------------------------- | ----------- |
| - داريل روبرتس 2'، 37' - بيديك 33' - أ,سي 49'، 55' | تقرير مباشر تقرير الإحصائيات |             |

| بي إس إم ماكاسار                                                          | 7–3                          | لاو تويوتا                    |
| ------------------------------------------------------------------------- | ---------------------------- | ----------------------------- |
| - بلويم 12'، 59' - زامرون 21' - ماركانين 61'، 70' - سيناغا 80' - كلوك 85' | تقرير مباشر تقرير الإحصائيات | - هونما 14'، 90' - رافايل 76' |

| بي إس إم ماكاسار | ضد                           | كايا–إيلويلو |
| ---------------- | ---------------------------- | ------------ |
|                  | تقرير مباشر تقرير الإحصائيات |              |

| هوم يونايتد | ضد                           | لاو تويوتا |
| ----------- | ---------------------------- | ---------- |
|             | تقرير مباشر تقرير الإحصائيات |            |

| كايا–إيلويلو | ضد                           | بي إس إم ماكاسار |
| ------------ | ---------------------------- | ---------------- |
|              | تقرير مباشر تقرير الإحصائيات |                  |

| لاو تويوتا | ضد                           | هوم يونايتد |
| ---------- | ---------------------------- | ----------- |
|            | تقرير مباشر تقرير الإحصائيات |             |

| كايا–إيلويلو | ضد                           | لاو تويوتا |
| ------------ | ---------------------------- | ---------- |
|              | تقرير مباشر تقرير الإحصائيات |            |

| بي إس إم ماكاسار | ضد                           | هوم يونايتد |
| ---------------- | ---------------------------- | ----------- |
|                  | تقرير مباشر تقرير الإحصائيات |             |

| هوم يونايتد | ضد                           | كايا–إيلويلو |
| ----------- | ---------------------------- | ------------ |
|             | تقرير مباشر تقرير الإحصائيات |              |

| لاو تويوتا | ضد                           | بي إس إم ماكاسار |
| ---------- | ---------------------------- | ---------------- |
|            | تقرير مباشر تقرير الإحصائيات |                  |

### المجموعة I
| م | الفريق        | لعب | ف | ت | خ | أ.له | أ.ع | أ.ف | نقاط | التأهل                                    |          | 25 أبريل        | تاي بو  | كيتشي       | هانغ يوين   |
| - | ------------- | --- | - | - | - | ---- | --- | --- | ---- | ----------------------------------------- | -------- | --------------- | ------- | ----------- | ----------- |
| 1 | 25 أبريل      | 4   | 4 | 0 | 0 | 12   | 1   | +11 | 12   | نصف نهائي التصفيات الخاصة بين هذه المناطق |          | —               | 15 مايو | 17 أبريل    | 19 يونيو    |
| 2 | تاي بو (E)    | 4   | 2 | 0 | 2 | 9    | 11  | −2  | 6    |                                           |          | 30 أبريل–1 مايو | —       | 18–19 يونيو | 16–17 أبريل |
| 3 | كيتشي         | 4   | 2 | 0 | 2 | 7    | 7   | 0   | 6    |                                           | 26 يونيو | 3 أبريل         | —       | 1 مايو      |             |
| 4 | هانغ يوين (E) | 4   | 0 | 0 | 4 | 3    | 12  | −9  | 0    |                                           | 3 أبريل  | 26 يونيو        | 15 مايو | —           |             |

| هانغ يوين | ضد                           | 25 أبريل |
| --------- | ---------------------------- | -------- |
|           | تقرير مباشر تقرير الإحصائيات |          |

| كيتشي | ضد                           | تاي بو |
| ----- | ---------------------------- | ------ |
|       | تقرير مباشر تقرير الإحصائيات |        |

| تاي بو | ضد                           | هانغ يوين |
| ------ | ---------------------------- | --------- |
|        | تقرير مباشر تقرير الإحصائيات |           |

| 25 أبريل | ضد                           | كيتشي |
| -------- | ---------------------------- | ----- |
|          | تقرير مباشر تقرير الإحصائيات |       |

| تاي بو | ضد                           | 25 أبريل |
| ------ | ---------------------------- | -------- |
|        | تقرير مباشر تقرير الإحصائيات |          |

| كيتشي | ضد                           | هانغ يوين |
| ----- | ---------------------------- | --------- |
|       | تقرير مباشر تقرير الإحصائيات |           |

| 25 أبريل | ضد                           | تاي بو |
| -------- | ---------------------------- | ------ |
|          | تقرير مباشر تقرير الإحصائيات |        |

| هانغ يوين | ضد                           | كيتشي |
| --------- | ---------------------------- | ----- |
|           | تقرير مباشر تقرير الإحصائيات |       |

| تاي بو | ضد                           | كيتشي |
| ------ | ---------------------------- | ----- |
|        | تقرير مباشر تقرير الإحصائيات |       |

| 25 أبريل | ضد                           | هانغ يوين |
| -------- | ---------------------------- | --------- |
|          | تقرير مباشر تقرير الإحصائيات |           |

| كيتشي | ضد                           | 25 أبريل |
| ----- | ---------------------------- | -------- |
|       | تقرير مباشر تقرير الإحصائيات |          |

| هانغ يوين | ضد                           | تاي بو |
| --------- | ---------------------------- | ------ |
|           | تقرير مباشر تقرير الإحصائيات |        |

## ترتيب فرق المركز الثاني

### منطقة غرب آسيا
| م | مج | الفريق   | لعب | ف | ت | خ | أ.له | أ.ع | أ.ف | نقاط | التأهل              |
| - | -- | -------- | --- | - | - | - | ---- | --- | --- | ---- | ------------------- |
| 1 | A  | الجيش    | 6   | 2 | 4 | 0 | 6    | 4   | +2  | 10   | نصف النهائي للمنطقة |
| 2 | B  | الكويت   | 6   | 3 | 1 | 2 | 6    | 4   | +2  | 10   |                     |
| 3 | C  | المالكية | 6   | 2 | 2 | 2 | 8    | 8   | 0   | 8    |                     |

### منطقة آسيان
| م | مج | الفريق           | لعب | ف | ت | خ | أ.له | أ.ع | أ.ف | نقاط | التأهل              |
| - | -- | ---------------- | --- | - | - | - | ---- | --- | --- | ---- | ------------------- |
| 1 | G  | بيكامكس بين دونغ | 6   | 4 | 1 | 1 | 13   | 5   | +8  | 13   | نصف النهائي للمنطقة |
| 2 | F  | تامبينس روفرز    | 6   | 4 | 1 | 1 | 17   | 10  | +7  | 13   |                     |
| 3 | H  | هوم يونايتد      | 6   | 3 | 1 | 2 | 9    | 11  | −2  | 10   |                     |

## وصلات خارجية
- , the-AFC.com
- كأس الاتحاد الآسيوي 2019, stats.the-AFC.com